# Aslan Iraskhanov
Aslan Salmanovič Iraskhanov (in russo Аслан Салманович Ирасханов?; Centaroj, 16 agosto 1976) è un poliziotto e politico russo di etnia cecena.

## Biografia
Iraskhanov è nato a Centaroj, distretto di Šali (oggi Akhmat-Jurt, distretto di Kurčaloj), nell'allora RSSA Ceceno-Inguscia.

### Carriera in polizia
Iraskhanov è entrato nelle forze di polizia nel 1995. Due anni dopo è stato licenziato a causa del crollo del ministero degli interni durante la prima guerra cecena e solo nel 2004 è stato reintegrato in servizio.
Nel 2010 è stato promosso a capitano di polizia. Dal 2011 al 2012 Iraskhanov è stato vicecomandante e capo di stato maggiore del reggimento di polizia speciale "A. A. Kadyrov".
Dal 2014 al 2019, sostituendo Vakhit Usmaev, è stato il comandante del Reggimento di polizia speciale "A. A. Kadyrov", venendo poi sostituito da Zamid Čalaev; venne in seguito promosso a capo degli interni della capitale cecena di Groznyj.
Nel 2019 si è laureato all'Accademia di Management del MVD.
Nel 2021, con le dimissioni di Apti Alaudinov, è stato nominato viceministro ad interim degli affari interni della repubblica.
Nel giugno 2022 gli è stato conferito il grado di maggior generale di Polizia.
Nel novembre 2023 è stato nominato ministro degli affari interni della Cecenia. Il nipote di Kadyrov, Deni Aidamirov, è diventato il suo vice.
Il 26 dicembre 2024, Iraskhanov è stato promosso a tenente generale di polizia.

## Vita privata
Suo fratello maggiore Aslambek (1972) è stato ministro statale della proprietà e delle relazioni fondiarie e, dal 2020, è capo dell'amministrazione del distretto municipale di Kurčaloj.

## Sanzioni
Nel 2019 gli Stati Uniti hanno inserito Iraskhanov nella loro lista di sanzioni, accusandolo di aver diretto la fucilazione di ventisette detenuti.